# 酉陽雑俎
『酉陽雑俎』（ゆうようざっそ）は、中国唐代の段成式による随筆。博物学的知識から奇事異談まで様々な内容を扱う。860年（咸通元年）頃の成立。全20巻および続集10巻。

## 概要
書名にある「酉陽」は地名で、現在の湖南省沅陵県の小酉山のふもとをさす。そこに書1000巻を秘蔵した穴が存在するという伝承に則っている。
内容は、神仙や仏菩薩、人鬼より、怪奇な事件や事物、風俗、さらには動植物に及ぶ諸事万般にわたって、異事を記しており、中国古典文学の小説あるいは随筆中においてその広範さは一、二を争う。魯迅の愛読書であり、南方熊楠はプリニウスの『博物誌』と名を比した書としても知られる。例えば、継子いじめ譚である「葉限」の話はシンデレラと共通性が高い。
インドやペルシアなどの海外に関する伝聞も多く記されている。例えば撥抜力国は西南海中（西アジア・中近東）にあって「象牙と阿末香（龍涎香）」を産すると記され、現在のソマリアのベルベラ地方を指すとされる。
テキストの伝世に関しては、不明な点が多く、後集10巻の中には、明代の遺文を蒐集した部分が少なからず含まれるとされる。

### 段成式
撰者の段成式は、時の宰相や剣南西川節度使であった段文昌の子。字は柯古。青州臨淄県の出身。本貫は斉州鄒平県。官は秘書省の校書郎となり、宮中にある秘閣の蔵書に精通していた。その上、段家には蔵書が多く、また仏典にも詳しかった。江州刺史、太常少卿などの官を歴任した。官を辞してからは、襄陽に居を構え、863年（咸通4年）に没した。

## 君が代 との関係
ある寺に置かれた拳ほどの石が、巨石になったとする伝説を載せる。これは、日本国国歌「君が代」の由来とされる。
古今集巻第七賀歌343
わが君は千代に八千代にさざれ石のいわほとなりて苔のむすまで
の原案ともなったとされ、君が代との関係が指摘される。

## 関連文献
- 今村与志雄訳『酉陽雑俎』全5巻、平凡社東洋文庫、1980-81年。ワイド版2008年。電子書籍版も刊
- 岡本綺堂『中国怪奇小説集』光文社文庫、1994年（原著1935年）。翻案を含む訳書。新装版2006年。ISBN 978-4334741150
- 曾雪梅、段成式「酉陽雜俎校釋」、山東人民出版社、2018年9月。